# Grande Prêmio da Itália de 1999
Resultados do Grande Prêmio da Itália de Fórmula 1 realizado em Monza em 12 de setembro de 1999. Décima terceira etapa do campeonato, foi vencido pelo alemão Heinz-Harald Frentzen, da Jordan-Mugen/Honda, com Ralf Schumacher em segundo pela Williams-Supertec e Mika Salo em terceiro pela Ferrari.

## Resumo
- Última vitória de Heinz-Harald Frentzen.
- Último pódio de Mika Salo.

## Classificação da prova

### Treino oficial
| Pos.                      | Nº | Piloto                | Construtor         | Tempo    | Diferença |
| ------------------------- | -- | --------------------- | ------------------ | -------- | --------- |
| 1                         | 1  | Mika Häkkinen         | McLaren-Mercedes   | 1:22.432 |           |
| 2                         | 8  | Heinz-Harald Frentzen | Jordan-Mugen/Honda | 1:22.926 | + 0.494   |
| 3                         | 2  | David Coulthard       | McLaren-Mercedes   | 1:23.177 | + 0.745   |
| 4                         | 5  | Alessandro Zanardi    | Williams-Supertec  | 1:23.432 | + 1.000   |
| 5                         | 6  | Ralf Schumacher       | Williams-Supertec  | 1:23.636 | + 1.204   |
| 6                         | 3  | Mika Salo             | Ferrari            | 1:23.657 | + 1.225   |
| 7                         | 16 | Rubens Barrichello    | Stewart-Ford       | 1:23.739 | + 1.307   |
| 8                         | 4  | Eddie Irvine          | Ferrari            | 1:23.765 | + 1.333   |
| 9                         | 7  | Damon Hill            | Jordan-Mugen/Honda | 1:23.979 | + 1.547   |
| 10                        | 18 | Olivier Panis         | Prost-Peugeot      | 1:24.016 | + 1.584   |
| 11                        | 22 | Jacques Villeneuve    | BAR-Supertec       | 1:24.188 | + 1.756   |
| 12                        | 19 | Jarno Trulli          | Prost-Peugeot      | 1:24.293 | + 1.861   |
| 13                        | 11 | Jean Alesi            | Sauber-Petronas    | 1:24.591 | + 2.159   |
| 14                        | 10 | Alexander Wurz        | Benetton-Playlife  | 1:24.593 | + 2.161   |
| 15                        | 17 | Johnny Herbert        | Stewart-Ford       | 1:24.594 | + 2.162   |
| 16                        | 12 | Pedro Paulo Diniz     | Sauber-Petronas    | 1:24.596 | + 2.164   |
| 17                        | 9  | Giancarlo Fisichella  | Benetton-Playlife  | 1:24.862 | + 2.430   |
| 18                        | 23 | Ricardo Zonta         | BAR-Supertec       | 1:25.114 | + 2.682   |
| 19                        | 20 | Luca Badoer           | Minardi-Ford       | 1:25.348 | + 2.916   |
| 20                        | 21 | Marc Gené             | Minardi-Ford       | 1:25.695 | + 3.263   |
| 21                        | 14 | Pedro de La Rosa      | Arrows             | 1:26.383 | + 3.951   |
| 22                        | 15 | Toranosuke Takagi     | Arrows             | 1:26.509 | + 4.077   |
| Limite dos 107%: 1:28.202 |    |                       |                    |          |           |
| Fonte:                    |    |                       |                    |          |           |

### Corrida
| Pos.   | Nº | Piloto                | Construtor         | Voltas | Tempo/Diferença   | Grid | Pontos |
| ------ | -- | --------------------- | ------------------ | ------ | ----------------- | ---- | ------ |
| 1      | 8  | Heinz-Harald Frentzen | Jordan-Mugen/Honda | 53     | 1:17:02.923       | 2    | 10     |
| 2      | 6  | Ralf Schumacher       | Williams-Supertec  | 53     | + 3.272           | 5    | 6      |
| 3      | 3  | Mika Salo             | Ferrari            | 53     | + 11.932          | 6    | 4      |
| 4      | 16 | Rubens Barrichello    | Stewart-Ford       | 53     | + 17.630          | 7    | 3      |
| 5      | 2  | David Coulthard       | McLaren-Mercedes   | 53     | + 18.142          | 3    | 2      |
| 6      | 4  | Eddie Irvine          | Ferrari            | 53     | + 27.402          | 8    | 1      |
| 7      | 5  | Alessandro Zanardi    | Williams-Supertec  | 53     | + 28.047          | 4    |        |
| 8      | 22 | Jacques Villeneuve    | BAR-Supertec       | 53     | + 41.797          | 11   |        |
| 9      | 11 | Jean Alesi            | Sauber-Petronas    | 53     | + 42.198          | 13   |        |
| 10     | 7  | Damon Hill            | Jordan-Mugen/Honda | 53     | + 56.259          | 9    |        |
| 11     | 18 | Olivier Panis         | Prost-Peugeot      | 52     | Motor             | 10   |        |
| Ret    | 17 | Johnny Herbert        | Stewart-Ford       | 40     | Embreagem         | 15   |        |
| Ret    | 15 | Toranosuke Takagi     | Arrows             | 35     | Spun Off          | 22   |        |
| Ret    | 14 | Pedro de La Rosa      | Arrows             | 35     | Retirou-se        | 21   |        |
| Ret    | 1  | Mika Häkkinen         | McLaren-Mercedes   | 29     | Spun Off          | 1    |        |
| Ret    | 19 | Jarno Trulli          | Prost-Peugeot      | 29     | Superaquecimento  | 12   |        |
| Ret    | 23 | Ricardo Zonta         | BAR-Supertec       | 25     | Rolamento de roda | 18   |        |
| Ret    | 20 | Luca Badoer           | Minardi-Ford       | 23     | Colisão           | 19   |        |
| Ret    | 10 | Alexander Wurz        | Benetton-Playlife  | 11     | Pane elétrica     | 14   |        |
| Ret    | 12 | Pedro Paulo Diniz     | Sauber-Petronas    | 1      | Spun Off          | 16   |        |
| Ret    | 9  | Giancarlo Fisichella  | Benetton-Playlife  | 1      | Spun Off          | 17   |        |
| Ret    | 21 | Marc Gené             | Minardi-Ford       | 0      | Colisão           | 20   |        |
| Fonte: |    |                       |                    |        |                   |      |        |

## Tabela do campeonato após a corrida
| Pos. | Piloto                | Pontos |
| ---- | --------------------- | ------ |
| 1    | Mika Häkkinen         | 60     |
| 2    | Eddie Irvine          | 60     |
| 3    | Heinz-Harald Frentzen | 50     |
| 4    | David Coulthard       | 48     |
| 5    | Michael Schumacher    | 32     |

| Pos. | Construtor         | Pontos |
| ---- | ------------------ | ------ |
| 1    | McLaren-Mercedes   | 108    |
| 2    | Ferrari            | 102    |
| 3    | Jordan-Mugen/Honda | 57     |
| 4    | Williams-Supertec  | 30     |
| 5    | Stewart-Ford       | 17     |

- Nota: Somente as primeiras cinco posições estão listadas.